# Selección de baloncesto de Gran Bretaña
La selección de baloncesto de Gran Bretaña es el equipo formado por jugadores de nacionalidad británica que representa a la Federación Británica de Baloncesto en las competiciones internacionales organizadas por la Federación Internacional de Baloncesto (FIBA) o el Comité Olímpico Internacional (COI): los Juegos Olímpicos, la Copa Mundial de Baloncesto y el EuroBasket. 
El actual organismo rector del equipo de Gran Bretaña fue formado por las federaciones nacionales de Inglaterra, Escocia y Gales el 1 de diciembre de 2006. Antes de la fusión, Inglaterra, Escocia, y Gales competían de forma independiente durante los torneos internacionales, excepto en los eventos olímpicos. 
Gran Bretaña se ha clasificado para el máximo torneo europeo, el EuroBasket, en cinco ocasiones (2009, 2011, 2013, 2017, 2022). Aunque antes o después de la alianza, ningún equipo británico en la historia se ha clasificado jamás para la Copa Mundial FIBA. Sin embargo, Gran Bretaña ha competido dos veces en los Juegos Olímpicos (1948 y 2012), de los que fue anfitriona. 

## Historia
La selección se forma gracias a las organizaciones de baloncesto nacional de Inglaterra, Escocia y Gales. Después de que Londres ganara el derecho a albergar los Juegos Olímpicos de 2012, los organizadores querían equipos competitivos en todos los deportes, incluido el baloncesto. El 1 de diciembre de 2006 se formó un equipo de Gran Bretaña por primera vez desde 1992. El nuevo equipo consiguió la ayuda de la estrella de los Chicago Bulls de la NBA, Luol Deng, que llevó al equipo nacional al ascenso de la División B del EuroBasket a la División A. La FIBA afirmó que Gran Bretaña tenía que mejorar su competitividad antes de que se le concediera el lugar en el torneo olímpico que normalmente estaría reservado para la nación anfitriona.

## Jugadores destacados
| - Kieron Achara - Ogo Adegboye - Robert Archibald - Andrew Betts - Eric Boateng - Daniel Clark - Luol Deng - Joel Freeland |  | - Ben Gordon - Ashley Hamilton - Myles Hesson - Roger Huggins - Andrew Lawrence - Mike Lenzly - Pops Mensah-Bonsu |  | - Teddy Okereafor - Gabe Olaseni - Tarik Phillip - Nate Reinking - Justin Robinson - Ovie Soko - Andrew Sullivan |

## Historial

### Copa Mundial
Resultado General: No ocupa puesto
| Copa Mundial de Baloncesto |
| --- |
| - 1950: No calificó - 1954: No calificó - 1959: No calificó - 1963: No calificó - 1967: No calificó - 1970: No calificó - 1974: No calificó - 1978: No calificó - 1982: No calificó - 1986: No calificó - 1990: No calificó - 1994: No calificó - 1998: No calificó - 2002: No calificó - 2006: No calificó - 2010: No calificó - 2014: No calificó - 2019: No calificó - 2023: No calificó - 2027: TBD |

### Juegos Olímpicos
| Baloncesto en los Juegos Olímpicos |
| --- |
| - Berlín 1936: No calificó - Londres 1948: 20° Lugar - Helsinki 1952: No calificó - Melbourne 1956: No calificó - Roma 1960: No calificó - Tokio 1964: No calificó - México 1968: No calificó - Múnich 1972: No calificó - Montreal 1976: No calificó - Moscú 1980: No calificó - Los Ángeles 1984: No calificó - Seúl 1988: No calificó - Barcelona 1992: No calificó - Atlanta 1996: No calificó - Sídney 2000: No calificó - Atenas 2004: No calificó - Pekín 2008: No calificó - Londres 2012: 9° Lugar - Río 2016: No calificó - Tokio 2020: No calificó - París 2024: No calificó |

### EuroBasket
| EuroBasket |
| --- |
| - 1935: No participó - 1937: No participó - 1939: No participó - 1946: No participó - 1947: No participó - 1949: No participó - 1951: No participó - 1953: No participó - 1955: No participó - 1957: No participó - 1959: No participó - 1961: No participó - 1963: No participó - 1965: No participó - 1967: No participó - 1969: No participó - 1971: No participó - 1973: No participó - 1975: No participó - 1977: No participó - 1979: No participó - 1981: No participó - 1983: No participó - 1985: No participó - 1987: No participó - 1989: No participó - 1991: No participó - 1993: No participó - 1995: No participó - 1997: No participó - 1999: No participó - 2001: No participó - 2003: No participó - 2005: No participó - 2007: No participó - 2009: 13° Lugar - 2011: 13° Lugar - 2013: 13° Lugar - 2015: No participó - 2017: 22° Lugar - 2022: 24° Lugar - 2025: TBD |